# Edward Lazansky
Edward Lazansky (* 9. Dezember 1872 in New York City; † 12. September 1955 in Southampton, New York) war ein US-amerikanischer Jurist und Politiker (Demokratische Partei). Er war von 1911 bis 1913 Secretary of State von New York.

## Werdegang
Edward Lazansky wurde ungefähr sieben Jahre nach dem Ende des Bürgerkrieges in der damals noch eigenständigen Stadt Brooklyn geboren. Über seine Jugendjahre ist nichts bekannt. 1895 graduierte er an der Columbia University mit einem Bachelor of Arts. Danach ging er auf die Columbia Law School, wo er 1897 seinen Abschluss machte. Er erhielt dann seine Zulassung als Anwalt. Von 1906 bis 1908 war er Assistant Corporation Counsel in Brooklyn. Er saß von 1908 bis 1909 im New York City Board of Education. 1910 wurde er zum Secretary of State von New York gewählt. Er nahm 1912 und 1916 als Delegierter an den Democratic National Conventions teil. Von 1917 bis 1926 war er Richter am New York Supreme Court und von 1926 bis 1943 an der Appellate Division. Er war einer der Gründer und Vorsitzende des Board of Trustees des Brooklyn Jewish Hospitals.